# Halowe Mistrzostwa Europy w Lekkoatletyce 1970 – bieg na 400 m mężczyzn
Bieg na 400 metrów mężczyzn – jedna z konkurencji biegowych rozgrywanych podczas halowych lekkoatletycznych mistrzostw Europy w hali Stadthalle w Wiedniu. Eliminacje i bieg finałowy zostały rozegrane 15 marca 1970. Zwyciężył reprezentant Związku Radzieckiego Aleksandr Bratczikow. Tytułu z poprzednich igrzysk nie obronił Jan Balachowski z Polski, który tym razem nie ukończył biegu finałowego.

## Rezultaty

### Eliminacje
Rozegrano 3 biegi eliminacyjne, do których przystąpiło 9 biegaczy. Awans do finału dawało zwycięstwo w swoim biegu (Q). Skład finału uzupełnił zawodnik z najlepszym czasem wśród przegranych (q).
Opracowano na podstawie materiału źródłowego.
Bieg 1
| Miejsce | Zawodnik             | Czas | Uwagi |
| ------- | -------------------- | ---- | ----- |
| 1       | Andrzej Badeński     | 46,6 | Q     |
| 2       | Aleksandr Bratczikow | 46,6 | q     |
| 3       | Ingo Röper           | 46,8 |       |

Bieg 2
| Miejsce | Zawodnik        | Czas | Uwagi |
| ------- | --------------- | ---- | ----- |
| 1       | Jan Balachowski | 47,3 | Q     |
| 2       | Borys Sawczuk   | 47,5 |       |
| 3       | Ramón Magariños | 48,9 |       |

Bieg 3
| Miejsce | Zawodnik          | Czas | Uwagi |
| ------- | ----------------- | ---- | ----- |
| 1       | Jurij Zorin       | 46,9 | Q     |
| 2       | Wolfgang Müller   | 46,9 |       |
| 3       | Fanahan McSweeney | 47,0 |       |

### Finał
Opracowano na podstawie materiału źródłowego.
| Miejsce | Zawodnik             | Czas |
| ------- | -------------------- | ---- |
| 1       | Aleksandr Bratczikow | 46,8 |
| 2       | Andrzej Badeński     | 46,9 |
| 3       | Jurij Zorin          | 48,4 |
| –       | Jan Balachowski      | DNF  |